# Psicología geriátrica
La psicología geriátrica es una subespecialidad de la psicología cuyo objeto de estudio es la salud mental y física de los adultos mayores. Los psicólogos con esta subespecialidad se encargan de estudiar un conjunto de capacidades cognitivas que se van deteriorando durante la vejez, tales como la memoria, la capacidad de aprendizaje y la coordinación. Los psicólogos geriátricos trabajan en una variedad de establecimientos de salud investigando, diagnosticando y tratando determinadas enfermedades mentales que afectan al adulto mayor. Al psicólogo geriátrico se le exige varios años de estudio, los que incluyen el programa de doctorado, la práctica profesional y la beca postdoctoral.

## La función del psicólogo geriátrico
El psicólogo geriátrico se especializa en el adulto mayor y en darle a este tratamiento para las enfermedades mentales y apoyo para comprender y sobrellevar el proceso de envejecimiento. Para volverse especialista en psicología geriátrica, primero se debe obtener el grado de doctor en psicología y la especialidad en desarrollo del adulto y envejecimiento. Una vez especializado, el psicólogo geriátrico desempeñará su profesión en hospitales, clínicas de salud mental, centros de rehabilitación, hogares de ancianos y centros de investigación, aunque en su gran mayoría se desenvolverá en establecimientos de salud. Estos profesionales dedican gran parte de su tiempo a atender problemas de salud mental en el adulto mayor y a brindar asesoría a quien lo requiera. También ayudan al diagnóstico de las afecciones relacionadas con la vejez. Para detectar problemas de salud mental, el psicólogo geriátrico realiza entrevistas clínicas, pruebas neuropsicológicas y observaciones de la conducta.

## Distinción entre psicología y psiquiatría
La psicología geriátrica se ocupa fundamentalmente de estudiar las funciones mentales en la vejez. El objetivo del psicólogo es estudiar cómo los procesos neurológicos y fisiológicos del cerebro del adulto mayor afectan el comportamiento de este en la vida diaria. El psicólogo especialista en este campo se ocupa de las funciones cerebrales en deterioro y de la atención necesaria para mejorar la calidad de vida del paciente. En cambio, la psiquiatría geriátrica se enfoca en el diagnóstico y tratamiento de determinados trastornos mentales, como los que se presentan en la lista más abajo. El psiquiatra geriátrico es un médico facultado para recetar fármacos a sus pacientes, por lo tanto debe formarse profesionalmente en una facultad de medicina.

## Historia
La psicología geriátrica tiene sus inicios en 1978, año en que se presentó un aumento del interés por la salud mental y los efectos del envejecimiento, esto debido al paulatino envejecimiento de la población adulta en EE. UU. Un pequeño grupo de once profesionales de la salud se reunió para discutir sobre las necesidades de salud mental de la tercera edad y el área de la geriatría. De esta reunión surgió la American Association for Geriatric Psychiatry (Asociación Americana de Psiquiatría Geriátrica), que con el tiempo se convirtió en un amplio grupo de personas dedicadas al bienestar de la población de la tercera edad.

## Áreas de investigación

### La condición de soledad en el adulto mayor
Es fundamental comprender la condición de soledad en los adultos mayores, ya que muchos de ellos se enfrentan a una serie de problemas, enfermedades físicas entre estos, al estar en dicha condición. Para las enfermeras y otros profesionales de la salud que trabajan con adultos mayores es esencial entender las diversas teorías sobre la condición de soledad, ya que podrían verse en la necesidad de aplicar alguno de estos enfoques para mejorar la calidad de vida de los pacientes.

### Depresión
La depresión en el adulto mayor puede tener consecuencias graves, por ello es relevante en cuanto problema de salud pública y área de investigación.  A diferencia de los adultos jóvenes con depresión, los adultos mayores que padecen esta enfermedad debilitante tienden a mostrar pocos síntomas emocionales y, en cambio, son más propensos a sufrir alteraciones cognitivas, síntomas físicos y pérdida de interés. La depresión puede presentarse junto con otras enfermedades, un aumento en las tendencias suicidas, una disminución en la actividad física, cognitiva y social, y un alto grado de abandono personal, factores todos que aumentan la mortalidad de la enfermedad.

### Demencia
La demencia se describe, más que como una enfermedad específica, como una variedad de síntomas que se atribuyen a la disminución de las capacidades mentales. El psicólogo geriátrico ayuda en el diagnóstico de la demencia y para ello se vale de diversas pruebas de cognición y evaluaciones. También participa en la investigación sobre la enfermedad y sus posibles tratamientos.

### Enfermedad de Alzheimer
La enfermedad de Alzheimer figura como el tipo de demencia más frecuente, responsable de un 60 a 80 % de los casos de demencia. La labor del psicólogo geriátrico respecto al Alzheimer, al igual que con la demencia, es evaluar, tratar e investigar la enfermedad.

### Demencia Vascular
La demencia vascular, el segundo más frecuente de los tipos de demencia, se produce por un accidente cerebrovascular o apoplejía. El psicólogo geriátrico ayuda en la evaluación, diagnóstico, tratamiento e investigación de la enfermedad.

### Enfermedad de Parkinson
La enfermedad de Parkinson es un trastorno del movimiento entre cuyos síntomas se listan temblores, bradicinesia, rigidez muscular e inestabilidad postural. Debido a que la enfermedad de Parkinson no es un trastorno mental, la tarea del psicólogo geriátrico con los pacientes que la padecen es, en vez de colaborar en el diagnóstico o tratamiento, ayudarlos a controlar el estrés producido por la enfermedad.